# 約瑟夫·艾倫·海尼克
約瑟夫·艾倫·海尼克（英語：Josef Allen Hynek，1910年5月1日—1986年4月27日）是一位美國天文學家和幽浮學家。他因為對不明飛行物的研究而聞名於世。海尼克曾在美國空軍主導的三個不公開的幽浮研究計畫中工作：信號計劃（1947－1949年）、怨恨計劃（1949年－1952年）和藍皮書計劃（1952年－1969年）。之後他歸納自己對不明飛行物的研究提出了人與外星生物接觸的不同程度分別，因此他被認為是以科學方式研究不明飛行物和其留下痕跡的奠基者。

## 早年生活
海尼克生於美國芝加哥，雙親都是捷克裔美國人。1931年海尼克在芝加哥大學獲得學士學位，1935年在葉凱士天文台獲得博士學位。1936年他進入俄亥俄州立大学物理與天文學系任教，主要的研究是恆星演化和光譜聯星的確認。
第二次世界大戰期間海尼克進入約翰·霍普金斯大學應用物理實驗室為美國海軍進行近接信管的研究。
第二次世界大戰以後海尼克回到俄亥俄州立大学任教並於1950年升任正教授。
1956年他前往當時已經和哈佛大學天文台合併的史密松天体物理台加入弗雷德·惠普尔的研究團隊。海尼克的任務是在1956年的國際地球物理年和之後追蹤美國的人造衛星。除了世界上超過200位業餘科學家加入了人造衛星監視行動（Operation Moonwatch），也有12台貝克-紐恩攝星儀加入觀測。一個特殊的照相機被製造以進行測試和作為原型相機，並在1957年10月4日被拆解；這時蘇聯的第一顆人造衛星史普尼克1號發射。
在衛星追蹤的計畫完成後，海尼克於1960年到西北大學天文系任教並擔任系主任。

## 對不明飛行物的早期研究（藍皮書計劃）
因為「飛碟」等不明飛行物的目擊報告越來越多，美國空軍因此在1948年成立信號計劃開始進行相關研究，之後再於1949年改為怨恨計劃和1952年的藍皮書計劃。海尼克和信號計劃的人接觸並成為調查 UFO 的科學顧問。當時他的任務是確認所謂的 UFO 是否為已知天體誤認。
當信號計劃雇用了海尼克，他一開始對於 UFO 目擊報告採取懷疑態度。海尼克懷疑 UFO 目擊報告大多是不可信的目擊者或人造、自然事物被人誤認。1948年海尼克說「整個課題看起來完全都是荒謬的」，並認為這熱潮很快就會消退。
在海尼克研究 UFO 的前幾年，他可以安穩地揭露事實真相。他認為大部分 UFO 目擊報告可以解釋是一般的現象被誤認。但是在無法以常理解釋的案例中，海尼克試圖以他不足夠的邏輯以解釋這許多目擊事件，並盡可能接近突破點。他在1977年出版的書中表示他喜歡美國空軍揭露事實真相的角色，並且也表示了美國空軍對他的期望。

### 觀點的改變
後來海尼克對於不明飛行物的觀點出現了緩慢而漸進的改變。在檢視了數以百計的目擊報告後（包含一些可信的目擊證人，例如天文學家、飛行員、警察、軍人），海尼克的結論是一些報告是可信的。
在海尼克對不明飛行物的觀點轉向後，他的天文學家同事在1950年代早期進行了一次非正式的調查，而其中一位調查者就是冥王星的發現人克萊德·湯博。在接受調查的44位天文學家中有5位（超過11%）曾經看過天空中有主流科學目前無法解釋的物體。大多數天文學家並未公開表示曾看過這樣的狀況，是因為害怕被認為是荒謬的或損及其名聲和事業（湯博是一個例外，他曾公開表示曾見過不明飛行物）。海尼克還指出這個11%的比例高於一般民眾聲稱看過不明飛行物的比例。此外，天文學家比一般人對於觀察和了解天體方面有更豐富的知識，所以他們的目擊更讓人印象深刻。海尼克對於主流科學家對不明飛行物目擊報告和目擊者的不屑或傲慢感到苦惱。
在1953年，早期的不明飛行物相關證據使海尼克對不明飛行物的觀念逐漸改變，他於1953年4月刊登於美國光學學會期刊的文章中包含了海尼克最有名的一段話：
嘲笑並不是科學方法的一部分，而人們也不應該這樣被教導。主要是由可信任的目擊者提出的目擊報告仍穩定增加，因此增加了科學責任和義務的問題。是否...有任何殘留物是值得科學關注的？或者如果沒有，沒有義務在公開場合說－並非公開嘲笑，而是嚴肅以對以保持公眾對科學和科學家的信仰與信任？
這篇文章的用字是相當小心的：海尼克從未認為不明飛行物是超常現象。但很顯然不管他怎麼想，海尼克對於大多數科學家以膚淺態度看待不明飛行物相當擔心。1953年海尼克成為羅伯森調查小組附屬成員，而該小組認為不明飛行物並沒有特殊之處，而公共關係的運動則必須要能夠揭發該議題真相和降低公共利益。海尼克之後哀嘆說羅伯森調查小組使不明飛行物研究蒙上了陰影。
當不明飛行物的目擊報告逐漸增加，海尼克將部分時間致力於研究目擊報告，並指出部份報告經過許多研究後仍讓人費解。海尼克曾說：「做為一個科學家一定要銘記過去常發生有極大科學價值，但常被忽略的事件。因為新的現象無法符合當時科學公認的觀點」
在1985年的一次採訪中，記者詢問是什麼原因導致了他的態度的變化，海尼克回答：「因為兩件事，真的。對美國空軍的徹底否定和不屈服的態度。他們不會承認不明飛行物的存在，即使是在不明飛行物起飛和光天化日下在大街上降落。一切報告都必須要有一個解釋。我開始對此感到痛恨，儘管基本上我有相同的感覺，因為我仍然認為他們的方式並不正確。你不能想當然耳地假設一切都是黑色的。第二，證人的素質讓我相當麻煩，例如很少數情況下是由軍事飛行員報告，而我知道他們是訓練有素的，所以當我首次考慮到這個的時候，也許就是這一切造成的。」
不論他的個人意見如何，大體而言海尼克總是回覆著藍皮書計劃在愛德華·魯佩爾特（Edward J. Ruppelt）之後時期的意見：沒有不明飛行物，大部分的目擊報告都是誤認 。
海尼克在信號計劃改成怨恨計劃後仍保持關係，雖然投入的程度遠不如在信號計劃時代。怨恨計劃於1952年初被藍皮書計劃取代，海尼克仍在藍皮書計劃中擔任科學顧問。藍皮書計劃的首任主持人，美國空軍上尉愛德華·魯佩爾特曾高度評價海尼克：「海尼克博士是我研究不明飛行物期間碰到的許多科學家中讓我印象最深刻的之一。他沒有某些人會作的兩件事：在他知道問題前給你答案；或立刻告訴你他在科學方面的成就。」
雖然海尼克認為魯佩爾特是稱職的主持人，並且帶領藍皮書計劃往正確方向走，他只擔任了計劃主持人數年。海尼克認為魯佩爾特離開後的藍皮書計畫比較注重在公共關係，很少或沒有對不明飛行物進行科學方式研究。

### 立場的改變
海尼克在魯佩爾特離職後開始在某些時候公開反對藍皮書計劃的結論。1960年代初，在海尼克大約研究了十年和他進行了一半的研究後，傑羅姆·克拉克寫下：「海尼克在對不明飛行物的立場轉變是公開的秘密。」不過海尼克只在藍皮書計劃解散後公開表示自己的立場改變。
海尼克自己也承認，他的輕聲細語是因為謹慎和保守的個性。他推測他的個性是因為在美國空軍內擔任超過二十年科學顧問的因素。
有幾位幽浮學家認為海尼克的轉向代表了他的虛偽甚至是雙面。例如物理學家占士·愛德華·麥當奴於1970年寫下的一段話中斥責海尼克並表示自己看錯了人，並暗示一切都將由後人評價。麥克唐納認為退役的美國海軍陸戰隊少校唐納德·奇霍（Donald E. Keyhoe）是更客觀、誠實且更以科學角度看待不明飛行物的幽浮學家。
在藍皮書計劃後期的1960年代，海尼克開始公開談起他和美國空軍的分歧與失望。他在公然對美國空軍持異議的狀況下大力宣傳波蒂奇縣不明飛行物追逐事件（數位警察追逐一個不明飛行物長達半小時），並且和聲稱在新墨西哥州索科羅附近目擊一個金屬外觀的卵型飛行物的警察朗尼·薩莫拉（Lonnie Zamora）見面。薩莫拉目擊卵型飛行物中的兩個類人生命體，而該物體立刻就離開了，並留下了曾經降落的物理證據。直到2007年仍無足夠的解釋是和薩莫拉聲稱的相衝突。事實上，在中央情報局的秘密備忘錄中，當時的藍皮書計劃主持人昆塔尼拉少校對於薩莫拉的目擊事件感到困惑。海尼克則表示該案例可能是解開不明飛行物之謎的「羅塞塔石碑」。
1966年3月的密西根州連續兩天都有大量不明飛行物目擊報告，並且被大肆公開傳播。在研究了目擊報告之後，海尼克作了一個即席的假設：大約100位目擊者將規模更大的沼氣誤認了。在記者會上他作了如上所述的聲明，並反覆且費力地表示沼氣是密西根州不明飛行物目擊報告中一部分的合理解釋，並且肯定那不是不明飛行物的報告。但海尼克很懊惱他的聲稱很大幅度地被忽視了，而「沼氣」這個詞在相關的不明飛行物報告中重複出現，全美國社會大眾對此一片嘲笑。

## 不明飛行物研究中心
海尼克是不明飛行物研究中心（Center for UFO Studies，CUFOS）的建立者和首任中心主任。該中心於1973年成立於伊利諾州埃文斯頓（現位於芝加哥）。CUFOS 是強調以科學分析研究 UFO 目擊事件的組織。CUFOS 廣泛研究來自國家大氣現象調查委員會（National Investigations Committee On Aerial Phenomena，NICAP）等不明飛行物研究單位在1950年代到1960年代的珍貴檔案。

## 在聯合國的演講
1978年11月海尼克和另外兩位幽浮學家克勞德·波厄和雅克·瓦萊在聯合國大會上進行了有關 UFO 的演講。其目的是建立一個以聯合國為主導的不明飛行物體相關單位。

## 不明飛行物由來假說
在1973年聯合UFO網路在美國俄亥俄州阿克倫的年會上，海尼克開始提出對外星（原稱「行星際」或「星系際」）生命的假設來表達自己的疑惑。他的主要觀點導致他的演講題目是 "The Embarrassment of the Riches"。他意識到不明飛行物目擊次數遠比藍皮書計劃的統計資料要多，因此讓他疑惑了。他並且表示：「每年世界各地數起目擊報告就足以加強外星生物的假說，但每年數千次目擊？它們都是來自遙遠的太空？來這裡的目地又是什麼？讓人們害怕而停車、使動物不安和他們看似無意義的動作卻讓我們困擾？」
1975年，美国航空航天学会在洛杉磯的一個聯合研討會上發表的論文中，海尼克寫下：「如果你否認不明飛行物，我將要你做定量，而非定性的解釋。這些報告的物化和非物化現象有可觀直量下形狀的改變、地球重力場中無聲盤旋和加速度，這些都需要遠超過現代科技甚至目前科學理論能達到的能量來源。常被報告而為人所知的就是電磁干擾效應，以及知覺的心理影響，包含聲稱的心靈感應通訊。」
1977年，海尼克在芝加哥舉辦的首屆國際UFO會議上於演講中提出了他的看法：「我真的相信不明飛行物存在」、「我相信」。他說：「不明飛行物現象整體來說是真實的，但我並不表示它一定只代表一樣東西。我們必須自問所觀測到的不明飛行物多樣性....一切都來自基本的假設，一切源自大氣中的天氣現象。或者它們之間的區別就像降雨和流星雨的不同，就像流星雨和宇宙線雨的不同。我們不應該問什麼假設可以解釋大部分的事實，但我們應該問什麼假設可以回答最讓人疑惑的事實。」 
海尼克繼續說：「有足夠的證據支撐外星（ETI）和外次元（EDI）生命的假說。」他提到了外星生命的證據例子有雷達追蹤的狀態和留下的物理性遺跡。接著他轉而捍衛外次元假說。除了物質和非物質化方面，他列舉一些人近距離接觸「捉弄人的鬼」之後的現象。不明飛行物的照片有時候只有一張，且並非目擊者看到的，而是在目擊者看到前就轉變形式了。心靈感應通訊之謎或在地球重力和大氣層範圍內的近距離第三類接觸、機器的突然停止、車或人的懸浮、在遇到外星生物後出現的通靈能力。海尼克問說：「我們遇到的是一種現象的兩個方面還是兩個不同的現象？」
最後他提出了第三個假設：「我認為有可能存在一種在身心上、物質與精神上比人類文明更先進至少數百萬年的文明，因為該文明的母恆星年齡比太陽老數百萬年。人類從小鷹鎮的首次飛行到登陸月球總共經過將近70年，但可能有我們不知道的，比我們先進數百萬年的文明存在....我假設一個 "M&M" 技術涵蓋了精神和物質領域。精神領域在今天是神祕的，但在更先進文明中可能是普通的一部分。」
海尼克和瓦萊在1975年的書 The Edge of Reality 中發表了一張他在飛行中以3D眼鏡拍攝的不明飛行物照片。在該書中那張照片內的物體在天空停留的時間夠長，讓海尼克有時間從行李中取出相機並連續曝光兩次。幽浮研究者羅伯特·席佛在他的書 Psychic Vibrations 中提及海尼克看起來忘了他拍下這兩張照片並發表時，他告訴加拿大的环球邮报他並未看到不明飛行物。該文章引述海尼克的話表示，這幾年中他一直向天上仰視，「他從沒有見過我是多麼喜歡向天上仰視。噢！這個議題是多麼的荒謬，因此我決不會報告有不明飛行物，即使是在有其他證人的時候親自見到。」 

## 史蒂芬·史匹柏的電影
海尼克在他出版的第一本書《經歷UFO：科學調查》（The UFO Experience: A Scientific Inquiry）中首次提出了人與外星生物接觸的各種程度以更進一步將 UFO 各種報告進行分類。海尼克也成為哥倫比亞電影公司和導演史蒂芬·史匹柏的1977年不明飛行物電影第三類接觸的顧問，並在電影中短暫出現，無對白（在片尾外星人離開外星母船後可以看到大鬍子的他叼著煙斗）。

## 海尼克的 Starlight Fluctuation 研究
以下是海尼克博士的研究報告。這些報告是海尼克難得一見的在 UFO 現象研究之外的部分：
- Fluctuations of Starlight and Skylight    #1 （页面存档备份，存于）
- Fluctuations of Starlight and Skylight    #2 （页面存档备份，存于）
- Fluctuations of Starlight and Skylight    #3 （页面存档备份，存于）
- Fluctuations of Starlight and Skylight    #4 （页面存档备份，存于）
- Fluctuations of Starlight and Skylight    #5 （页面存档备份，存于）
- Fluctuations of Starlight and Skylight    #6 （页面存档备份，存于）
- Fluctuations of Starlight and Skylight    #7 （页面存档备份，存于）
- Fluctuations of Starlight and Skylight    #8 （页面存档备份，存于）

## 家庭
海尼克的妻子是 Mimi，兒子喬爾·海尼克（Joel Hynek）是電影視覺效果人員。

## 死亡
1986年4月27日海尼克因為脑肿瘤逝世於亞利桑那州斯科茨代爾的醫院中。

## 文化描寫
在2019年美國電視劇《藍皮書計劃》中，由埃丹·吉倫飾演海尼克。

### 書籍
- ISBN 978-1-56924-782-2 THE UFO EXPERIENCE: A scientific enquiry (1972)
- ISBN 978-0-8092-8150-3 THE EDGE OF REALITY: A progress reports on the unidentified flying objects, co-authored with Jacques Vallée (1975)
- THE HYNEK UFO REPORT (1977)
- NIGHT SIEGE – THE HUDSON VALLEY UFO SIGHTINGS, co-authored with Philip Imbrogno and Bob Pratt (1987)

## 外部連結
- J. Allen Hynek Papers, 1925-1988, Northwestern University Archives, Evanston, Illinois （页面存档备份，存于）
- FBI File on Dr. J. Allen Hynek
- Interview with J. Allen Hynek by Ian Ridpath (New Scientist, 1973 May 17) （页面存档备份，存于）
- Interview With J. Allen Hynek, Nature 1975, Vol. 251, p. 369
- Close Encounter with Dr. J. Allen Hynek, by Dennis Stacy, 1985
- Dr. J. Allen Hynek at UFOMind
- Dr. J. Allen Hynek 1985 interview
- French biography on Dr. J. Allen Hynek （页面存档备份，存于）
- Dr. J. Allen Hynek's statement before the committee on science and astronautics, July 1968
- Dr. J. Allen Hynek's biography at Ufopsi
- Dr. J. Allen Hynek's biography in Spanish （页面存档备份，存于）
- Historical Documents from the Phillip Klass collection of Robert Sheaffer concerning Hynek （页面存档备份，存于）